# Купырка
Купырка — река в России, протекает в Пономарёвском районе Оренбургской области. Исток реки находится к югу от села Жатва Пономарёвского района Оренбургской области. Является левобережным притоком реки Дёмы, её устье находится в 443 км от устья реки Дёмы, около села Воздвиженка. Длина реки составляет 13 км. Населённые пункты у реки: Жатва, Воздвиженка.

## Данные водного реестра
По данным государственного водного реестра России относится к Камскому бассейновому округу, водохозяйственный участок реки — Дёмы от истока до водомерного поста у деревни Бочкарёва, речной подбассейн реки — Белая. Речной бассейн реки — Кама.
Код объекта в государственном водном реестре — 10010201312111100024281.